# Sex & Cigarettes
Sex & Cigarettes è l'ottavo album in studio della cantante statunitense Toni Braxton, pubblicato il 23 marzo 2018.

## Tracce
1. Deadwood – 3:59 (Toni Braxton, Royce Doherty, Kwame Ogoo, Fred Ball)
2. Sex & Cigarettes – 3:46 (Antonio Dixon, Toni Braxton, Patrick "J. Que" Smith, Khristopher Riddick-Tynes, Kevin E. Ross)
3. Long as I Live – 4:50 (Toni Braxton, Paul Boutin, Antonio Dixon)
4. FOH – 2:47 (Daryl Simmons, Dapo Torimiro, Kenny "Babyface" Edmonds, Kameron Glasper, Toni Braxton)
5. Sorry – 3:56 (Toni Braxton, Royce Doherty, Kwame Ogoo, Fred Ball)
6. My Heart (feat. Colbie Caillat) – 4:08 (Colbie Caillat, Dapo Torimiro, Kenny "Babyface" Edmonds, Kameron Glasper, Toni Braxton)
7. Coping – 3:54 (Toni Braxton, Dave Gibson, Stuart Crichton, James Newman)
8. Missin' – 3:30 (Christopher "Tricky" Stewart, Jeremiah Bethea, Pierre Medor)